# Matwei Petrowitsch Gagarin

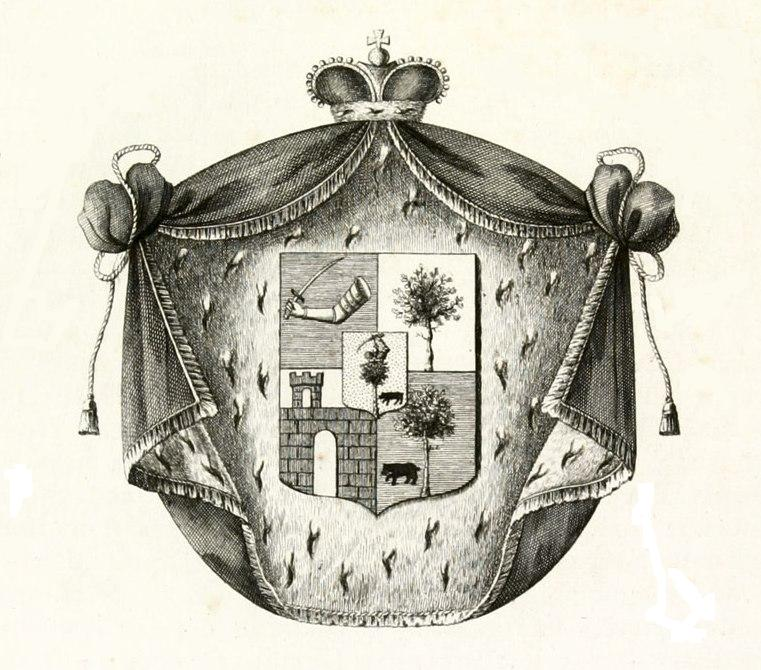
Familienwappen

Fürst Matwei Petrowitsch Gagarin (russisch Матвей Петрович Гагарин; † 17. Juni 1721 in Sankt Petersburg) war seit 1708 der erste Gouverneur von Sibirien. 

## Leben
Er stammte aus dem Fürstenhaus Gagarin. Matwei Petrowitsch Gagarin Sitz war in Tobolsk, der damals mit rund 15.000 Einwohnern bevölkerungsreichsten Stadt im Osten. Ihm standen zwei Vizegouverneure zur Seite. Wie alle in Sibirien tätigen Staatsdiener war er in jeder Hinsicht ein kleiner Alleinherrscher, da schon aufgrund der sibirischen Entfernungen Berichte und Beschwerden nur selten ihr Ziel erreichten. Gagarin häufte ein riesiges Vermögen an, indem er illegalen Handel betrieb und den Staat um seine Einkünfte betrog. 1714 wurde Zar Peter I. von dem Finanzprüfer Alexei Nesterow (hinger. 1722) über Gagarins Bestechlichkeit informiert, aber er wischte die Vorwürfe beiseite. Nach neuen Vorwürfen wurde Gagarin abgesetzt und am 17. Juni 1721 in St. Petersburg gehenkt. Sein Leichnam wurde als abschreckendes Beispiel angeblich acht Monate zur Schau gestellt. Matwei Gagarin lieferte auf Wunsch des Zaren ab 1715 auch hunderte Schmuckstücke aus sibirischen Kurganen („skythisch“) an die Kunstkammer des Zaren.